# 글루타메이터
글루타메이트는  글루타메이터성 제제 또는 약물을 통해 신체나 뇌의 아미노산 신경전달물질(글루탐산/아스파르트산)체계를 직접 조절하는 화학 물질이다. 글루타메이터의 예시를 든다면 흥분성 아미노산 수용체 작용제, 흥분성 아미노산 수용체 길항제, 흥분성 아미노산 재흡수 억제제가 있다.

## 같이 보기
- 약물
- 신경